# قناة لارسن
قناة لارسن هو مضيق بين جزيرة دو أورفيل وجزيرة جوينفيل يبلغ عرضه ما بين ميل وثلاثة أميال ويقع قبالة الطرف الشمالي الشرقي من شبه الجزيرة القطبية الجنوبية. يعود تاريخ اكتشاف قناة لارسن إلى عام 1902 من قبل البعثة السويدية للقارة القطبية الجنوبية تحت أمرة الكابتن أوتو نوردنخيلد. سميت القناة على اسم الكابتن كارل أنطون لارسن الذي قاد سفينة «أنتاركتيك» الاستكشافية.